# Sanchez Mira
Sanchez-Mira là một đô thị hạng 4 ở tỉnh Cagayan, Philippines. Theo điều tra dân số năm 2000, đô thị này có dân số 21.475 người trong 4.139 hộ.

## Các khu phố (barangay)
Sanchez-Mira được chia thành 18 khu phố (barangay).
| - Bangan - Callungan - Centro I (Pob.) - Centro II (Pob.) - Dacal - Dagueray - Dammang - Kittag - Langagan | - Magacan - Marzan - Masisit - Nagrangtayan - Namuac - San Andres - Santiago - Santor - Tokitok |